# Ovo metalécito
Metalécito: Tipo de célula-ovo ou zigoto presente especialmente nos mamíferos.
O ovo metalécito (meta= para além de + lécito= vitelo) é uma variação do tipo alécito ou oligolécito, portanto, é caracterizado pela presença de pouco ou nenhum vitelo em sua estrutura. Sua característica marcante é a presença de duas camadas externas à membrana plasmática: a zona pelúcida e a corona radiata. A função principal da zona pelúcida está ligada ao reconhecimento de padrões moleculares típicos de cada espécie de mamífero, evitando assim, que um espermatozoide de uma espécie não fecunde o óvulo de outra espécie; é um envoltório que serve como uma barreira protetora. A corona radiata é um envoltório mais externo formado por duas ou mais camadas de células foliculares que proveem alguns nutrientes proteicos para o ovo. É um envoltório que pode ser perdido no momento da ovocitação (como nos bovinos) ou pode perdurar até o processo de fecundação (como nos humanos).

## A Origem do Nome
O nome metalécito explicita muito bem a característica fundamental desse ovo, pois o vitelo ou deutoplasma, substância nutritiva comum em muitos ovos, não está localizado no citoplasma, como de praxe; o local de armazenamento é a membrana vitelínica externa à membrana plasmática, dai o nome metalécito. Somente os mamíferos monotremata não têm esse tipo de ovo, todos os outros têm.
É mais lícito nomear o ovo dos mamíferos de metalécito, ao invés de alécito, isolécito ou oligolécito, como é comum em algumas obras, pois as peculiaridades supramencionadas acabam por distingui-lo de um simples ovo alécito.